# Barrière entre l'Égypte et la bande de Gaza

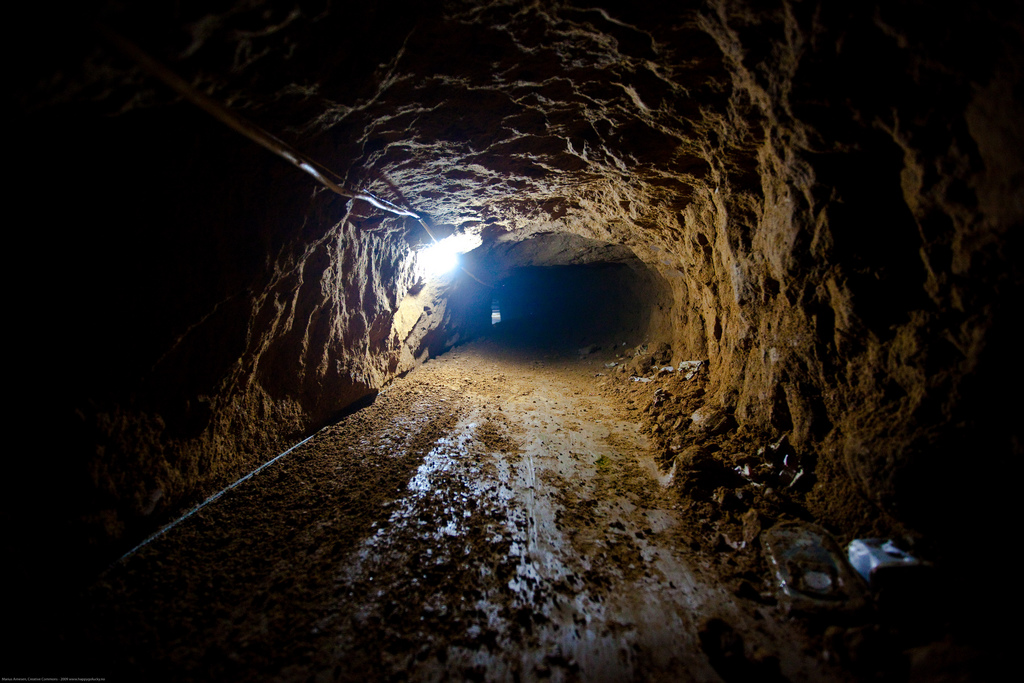
Tunnel de contrebande à Rafah, 2009.

Pour un article plus général, voir Frontière entre l'Égypte et la bande de Gaza.
La barrière entre l'Égypte et la bande de Gaza ou barrière Égypte-Gaza est une barrière de séparation qui se veut murée d'acier et de béton, le long des 12 kilomètres de la frontière entre l'Égypte et la bande de Gaza. Le poste-frontière de Rafah en est le seul poste frontière.

## Histoire
En décembre 2009, avec l'aide des États-Unis, l'Égypte a commencé à construire un mur d'acier le long de la frontière de Gaza. À son achèvement, toujours pas effectif, le mur s'étendra sur 10 à 11 km de long et descendra à 18 mètres sous la surface. Le mur devait être achevé en 18 mois.
Le 29 octobre 2014, l'Égypte a commencé à démolir des maisons de son côté de la frontière avec la bande de Gaza dans le cadre d'une zone tampon prévue de 500 mètres destinée à empêcher la contrebande d'armes vers la bande de Gaza.
En février 2020, l'Égypte a commencé à construire un nouveau mur de béton de 3 kilomètres le long de sa frontière avec la bande de Gaza, de la pointe sud-est de Gaza à Kerem Shalom (Karam Abu Salem) jusqu'au poste frontière de Rafah. Le nouveau mur s'ajoute à l'ancien et ne se dressera pas à plus de 8 mètres de l'ancien. Les deux murs se trouvent sur le territoire égyptien. Ce mur mesurera 7 mètres de haut et sera équipé de capteurs électroniques.

## Aspects techniques
Le projet a bénéficié de la coopération technique des États-Unis et de la France.
L'Égypte a renforcé la frontière avec plusieurs centaines de soldats pour protéger les équipes de construction des attaques de tireurs d'élite palestiniens.
Des sources palestiniennes ont déclaré que la construction de la barrière endommageait des dizaines de tunnels de contrebande aussi profonds que 30 mètres, les faisant s'effondrer presque quotidiennement et tuant des opérateurs, en particulier des tunnels près du terminal frontalier de Rafah. Ils ont ajouté que la plupart des 1 500 tunnels entre Gaza et l'Égypte n'avaient pas été touchés. Les sources ont également déclaré que le projet avait inquiété le régime du Hamas dans la bande de Gaza, qui dépense 2 500 $ par an pour le droit d'exploiter un tunnel.

## Objectifs
Selon des analystes lors d'une conférence de sécurité égyptienne en janvier 2010, la barrière reflète la crainte de l'Égypte que des militants inspirés d'Al-Qaïda de la bande de Gaza ne s'infiltrent en Égypte après avoir été chassés par le Hamas, l'autorité gouvernementale de facto dans la bande, qu'Israël considère comme un groupe terroriste, ainsi que l'UE, les États-Unis, l'Égypte et d'autres. Les analystes ont déclaré que l'Égypte pourrait devenir un refuge et une cible pour de petits groupes militants salafistes tels que Jund Ansar Allah, Armée de l'islam et Jaljalat, qui ont été écrasés par le Hamas depuis qu'il a pris le contrôle en 2007.
La barrière s'est avérée peu efficace, elle a été « violée des centaines de fois » selon un responsable égyptien de la sécurité, les tunnels passant en-dessous. Les islamistes gazaouis arment même d'autres groupes terroristes du Sinaï au moyen des tunnels.

## Support
En 2010, le président de l'Autorité palestinienne Mahmoud Abbas a affirmé son soutien à la barrière, ajoutant : « C'est le droit souverain des Égyptiens dans leur propre pays. Les approvisionnements légitimes devraient être acheminés par les passages légaux. » Les États-Unis ont annoncé leur soutien à la barrière en affirmant qu'elle aiderait à prévenir la contrebande d'armes. La principale université du Caire, Al-Azhar, a officiellement soutenu la décision du gouvernement en disant que c'était « le droit de l'État de construire le long de ses murs des installations et des obstacles qui renforceront sa sécurité ».

## Opposition
Le groupe islamiste militant Hamas, l'autorité gouvernementale de facto de la bande de Gaza, s'oppose à la barrière et l'a qualifiée de « mur de la mort ».
Hassan Nasrallah, chef du groupe militant libanais Hezbollah, a appelé l'Égypte à arrêter la construction.
Le Front d'action islamique, un groupe islamiste jordanien, a critiqué l'Égypte pour la barrière et l'a accusée de « collaborer » avec Israël et les États-Unis. « Les autorités égyptiennes (...) aggravent les souffrances des Palestiniens de Gaza en construisant le mur d'acier et en fermant les passages frontaliers avec Gaza », a déclaré Hamzah Mansour, membre du Conseil de la Choura du Front d'action islamique.
Un certain nombre d'éminents religieux musulmans ont publié des édits contre le mur, tandis que le cheikh Yusuf Qaradawi, affilié aux Frères musulmans en Égypte, a exprimé son opposition au mur. En janvier 2010, de petites manifestations contre le mur ont eu lieu devant les ambassades égyptiennes en Jordanie et au Liban.
Lors d'une manifestation palestinienne, le 1er juin 2010, le long de la frontière, un garde-frontière égyptien a été abattu par un sniper palestinien et 20 Palestiniens ont été blessés par des tirs égyptiens.